# Tratado de Madrid (1885)
El tratado de Madrid de 1885, también llamado Tratado de paz y amistad entre España y la República del Ecuador, fue un tratado bilateral firmado en la capital de España el 28 de enero de 1885 que tuvo como objetivo la firma de paz entre ambos estados tras la guerra hispano-sudamericana y sustituir el tratado de paz, amistad y reconocimiento de 1840 que había dejado de tener validez por el enfrentamiento bélico.

## Antecedentes

### Primeros intercambios diplomáticos
A comienzos del siglo XIX, Ecuador, al igual que la casi totalidad de estados hispanoamericanos, había seguido un proceso de independencia respecto al Reino de España plasmado en su caso en la Gran Colombia.
España, al igual que otros estados europeos como Austria, Francia o Rusia, no llegaron a reconocer a la efímera República de Colombia antes que la disgregación de Venezuela primero (1829) y de Ecuador después (1830) acabasen con la existencia del Estado.
Ecuador, ya como nación independiente, incurrió en una considerable deuda externa por la compra de material militar que utilizar tanto en la defensa de su integridad contra las revoluciones internas que estaba viviendo, como para una posible amenaza externa. Aun así, esto le valio para aumentar sus relaciones diplomáticas con otros Estados hasta el punto que se consiguió firmar un tratado donde España reconoció su independencia en 1840, durante la segunda presidencia del venezolano Juan José Flores y el reinado en España de Isabel II, aún en regencia y agotados de los asuntos internos tras la guerra peninsular (1808-1814), la Guerra Realista (1822-1823), la Guerra de los Agraviados (1827), el intento de las Tres Gloriosas (1830-1831) y la guerra carlista (1833-1840).

### El conflicto del Pacífico
En la década de 1860, la influencia que tanto los Estados Unidos de América y el Reino Unido de Gran Bretaña e Irlanda estaban llevando a cabo en las naciones hispanoamericanas en América del Sur, pusieron en alerta a una España que, viendo su área de influencia cada vez más limitada, decidió pasar a una política exterior más intervencionista para con estos estados a fin de evitar las intromisiones anglosajonas.
Inicialmente, aún con problemas como el impago de la capitulación de Ayacucho, esta nueva política fue bastante fructifera como puede verse en la expedición de la Comisión científica del Pacífico. Sin embargo, a partir del año siguiente al de la expedición, en 1863, los problemas no dejaron de sucederse hasta el punto de elevar las quejas diplomáticas y las amenazas hasta estallar un conflicto entre España y una alianza formada por Chile, Bolivia, Perú y Ecuador.
Desde 1866 hasta 1885, las relaciones diplomáticas entre ambos países fueron inexistentes a excepción de la firma del armisticio de Washington en 1871.

## El tratado
Finalmente, en enero de 1885 se firmaría un nuevo tratado bilateral entre ambos países en el que se establecerían las bases de las futuras relaciones diplomáticas, comerciales y de otros asuntos como la aceptación por parte de la República de Ecuador de comunidades religiosas como la Pía Sociedad de San Francisco de Sales y otros.
En abril de 1885, llegaría a Madrid Antonio Flores Jijón, futuro presidente de Ecuador, como enviado extraordinario y ministro plenipotenciario de Ecuador ante el Reino de España para ratificar la firma del tratado concluido a comienzos del año. A su llegada, Flores Jijón presentó la siguiente carta a Alfonso XII de España:

SEÑOR: Interrumpidas por 19 años, con harto sentimiento nuestro, las relaciones políticas entre mi patria y su antigua Metrópoli, la necesidad de reanudarlas se palpó de tal manera, que la buena armonía se halla tiempo ha establecida de hecho. Así, el Tratado últimamente concluido no es sino la declaración de ese hecho, la cual se ha verificado con el alborozo que suele acompañar á las reconciliaciones de familia, en las que basta un abrazo, sin explicación de ningún género, para relegar al olvido lo pasado. Que la levantada aspiración del Ecuador ha sido propender á este fin lo atestigua la historia diplomática de América. Ahí están para probarlo las palabras que el Plenipotenciario ecuatoriano dirigió á los Presidentes del Perú y de Chile al presentarles sus credenciales en 1868: ahí los pasavantes que expidió desde entonces á los buques mercantes españoles por conducto del Gobierno  mediador; y ahí, en fin, el consiguiente restablecimiento del comercio ecuatoriano con España, antes del armisticio que firmamos en Washington el 11 de Abril de 1871.

Hoy el Ecuador, apenas restaurado el orden constitucional, se apresura á enviarme para que manifieste á V. M. nuestro vivísimo deseo do reanudar y estrechar los gratos é indisolubles lazos que nos unen á la gran Nación á quien el mundo debe otro mundo, á esta España tan sabiamente regida por el joven Monarca cuya intrépida caridad en aciagos días le ha valido el dictado más alto que pueden discernir la religión y la patria y añadido nuevo lustre al glorioso nombre inmortalizado en la guerra y en la paz, en las Navas de Tolosa y en Las Partidas.

Ningún mandato podía ser más grato a mi corazón, y tengo á indecible honra y dicha cumplirlo al poner poner en Vuestras Reales manos la carta autógrafa que me acredita con el carácter de Enviado Extraordinario y Ministro Plenipotenciario del Ecuador ante V. M., de quien espero la acepte con su bondad característica, á la par que la expresión de nuestros votos por su felicidad, por la de su Augusta Familia y por la del pueblo que nos dio el ser, y con el ser la religión, el habla y la civilización que nos son comunes y hacen de la raza española, de ambos continentes una sola familia de naciones.
Antonio Flores, Enviado Extraordinario y Ministro Plenipotenciario del Ecuador ante España.